# Рут Яфе
Рут Яфе (на английски: Ruth Jaffe) е израелски психоаналитик, пионер на психоанализата в Израел.

## Биография
Родена е през 1907 година в Берлин, Германия, в семейството на фабриканта Алфонс Яфе и Алис Холендер. През 1927 година започва да учи медицина първоначално в Берлин, а после във Фрайбург и Виена. Завършва през 1933 в Берлинския университет. Същата година Хитлер идва на власт и тя емигрира в Швейцария. Малко по-късно същата година емигрира в Палестина. Там заедно с Макс Айтингон, Герда Барах, Гершон Барах, Илия Шалит, Анна Смелянски, Вики Бен-Тал и други, основава Психоаналитичното общество на Палестина. В периода 1938 – 1943 година работи като социален работник към Националния съвет на евреите в Палестина. Между 1943 и 1949 започва работа в психиатричната клиника Geha. Списъкът на членовете на Израелското психоаналитично общество от 1950, 1952, 1956, показват, че Яфе по това време живее в Рамат Ган. През 1951 година става директор на клиниката. От 1953 до 1973 е директор на психиатричната клиника Шалвата. Заедно с Хайнрих Виник са първите психоаналитици в Израел, които стоят начело на психиатрични клиники. Подлага се на обучителна анализа при Моше Вулф. Тя самата започва да обучава през 1960 година към Израелския институт за психоанализа. От 1968 преподава психиатрия в Университет в Тел Авив. От 1956 година е секретар на Израелското психоаналитично общество заедно с Маргарете Бранд.